# Zone de sécurité prioritaire
Une zone de sécurité prioritaire (ZSP) est un territoire géographique français qui « souffre plus
que d’autres d’une insécurité quotidienne et d’une délinquance enracinée » ou qui « connaît depuis quelques années une dégradation importante de ses conditions de sécurité » et qui a été identifié comme tel par le Ministère de l'Intérieur du Gouvernement Jean-Marc Ayrault, permettant ainsi à ce territoire de bénéficier de gendarmes ou policiers supplémentaires. Les ZSP se comptent au nombre de 80.
Quinze zones ont été annoncées durant l'été 2012 pour entrer en vigueur en septembre 2012 ; le 15 novembre 2012, sont annoncées quarante-neuf zones supplémentaires qui doivent être instaurées d'ici septembre 2013.
Le 11 décembre 2013, le ministère de l'intérieur, alors dirigé par Manuel Valls, annonce l'ajout de 19 villes dans la liste des ZSP.
Le mardi 19 janvier 2013, le ministre de l'Intérieur s'est rendu dans la plus grande ZSP de France, celle de Roubaix-Wattrelos-Tourcoing, dans le Nord. Lancée le 13 décembre dernier, elle regroupe 16 quartiers et 90 000 habitants.

## Typologie
Les zones annoncées durant l'été 2012 forment la « première vague » ; les suivantes, annoncées en novembre 2012, la « seconde vague ».
Chaque zone peut impliquer un effort relatif à la présence de la gendarmerie nationale (GN) de la police nationale (PN) ou être une zone mixte (ZM).

## Liste des 15 ZSP de la première vague

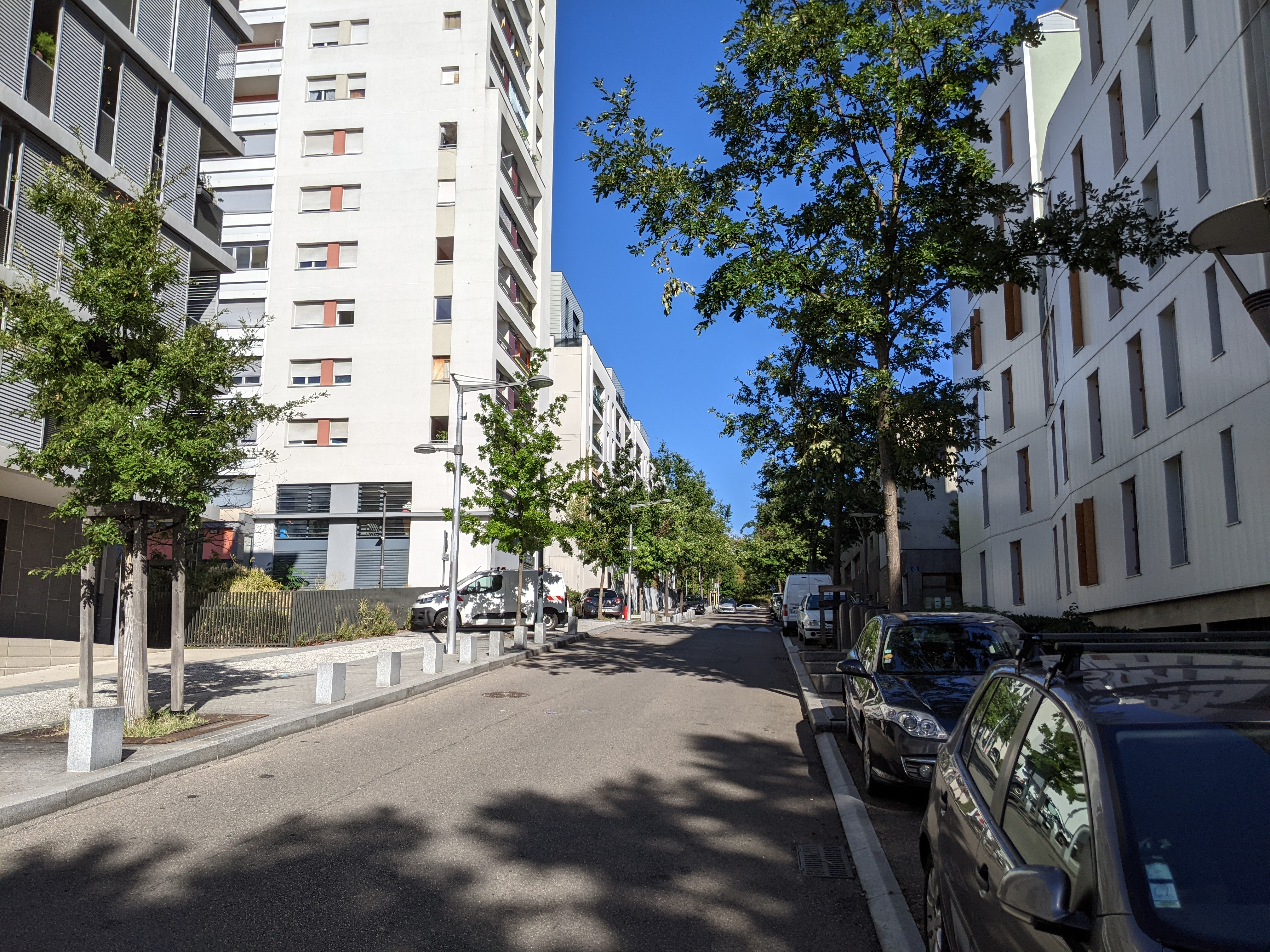
La Duchère, Lyon.

| no Dpt | Communes de la ZSP (Quartiers concernés)                                                                            |
| ------ | --- |
| 13     | Marseille Quartiers Nord (3e, 13e, 14e, 15e, 16e), Quartiers Sud (8e, 9e, 10e, 11e) Gardanne et Bouc-Bel-Air (ZM)   |
| 30     | Vauvert et Saint-Gilles (GN)                                                                                        |
| 34     | Lunel et Mauguio (GN)                                                                                               |
| 57     | Fameck et Uckange (GN)                                                                                              |
| 59     | Lille (Moulins, Faubourg de Béthune, Lille-Sud) (PN)                                                                |
| 60     | Méru et Chambly (GN)                                                                                                |
| 67     | Strasbourg (Le Neuhof) (PN)                                                                                         |
| 69     | Lyon (La Duchère) (PN)                                                                                              |
| 75     | Paris 18e (Château Rouge) (PN)                                                                                      |
| 78     | Mantes-la-Jolie et Mantes-la-Ville (Le Val Fourré et les Merisiers) (PN)                                            |
| 80     | Amiens (Quartiers Nord) (PN)                                                                                        |
| 91     | Corbeil-Essonnes (Les Tarterêts) (PN)                                                                               |
| 93     | Saint-Denis (Quartiers du centre-ville et de la basilique, ZAC Landy Nord) (PN)                                     |
| 93     | Saint-Ouen (Cités Cordon, du 8-Mai-1945, Soubise, Dhalenne, Charles-Schmidt, Paul Vaillant, 32 rue Émile Zola) (PN) |
| 973    | Cayenne, Matoury et Remire-Montjoly (ZM)                                                                            |

## Liste des 49 ZSP de la deuxième vague

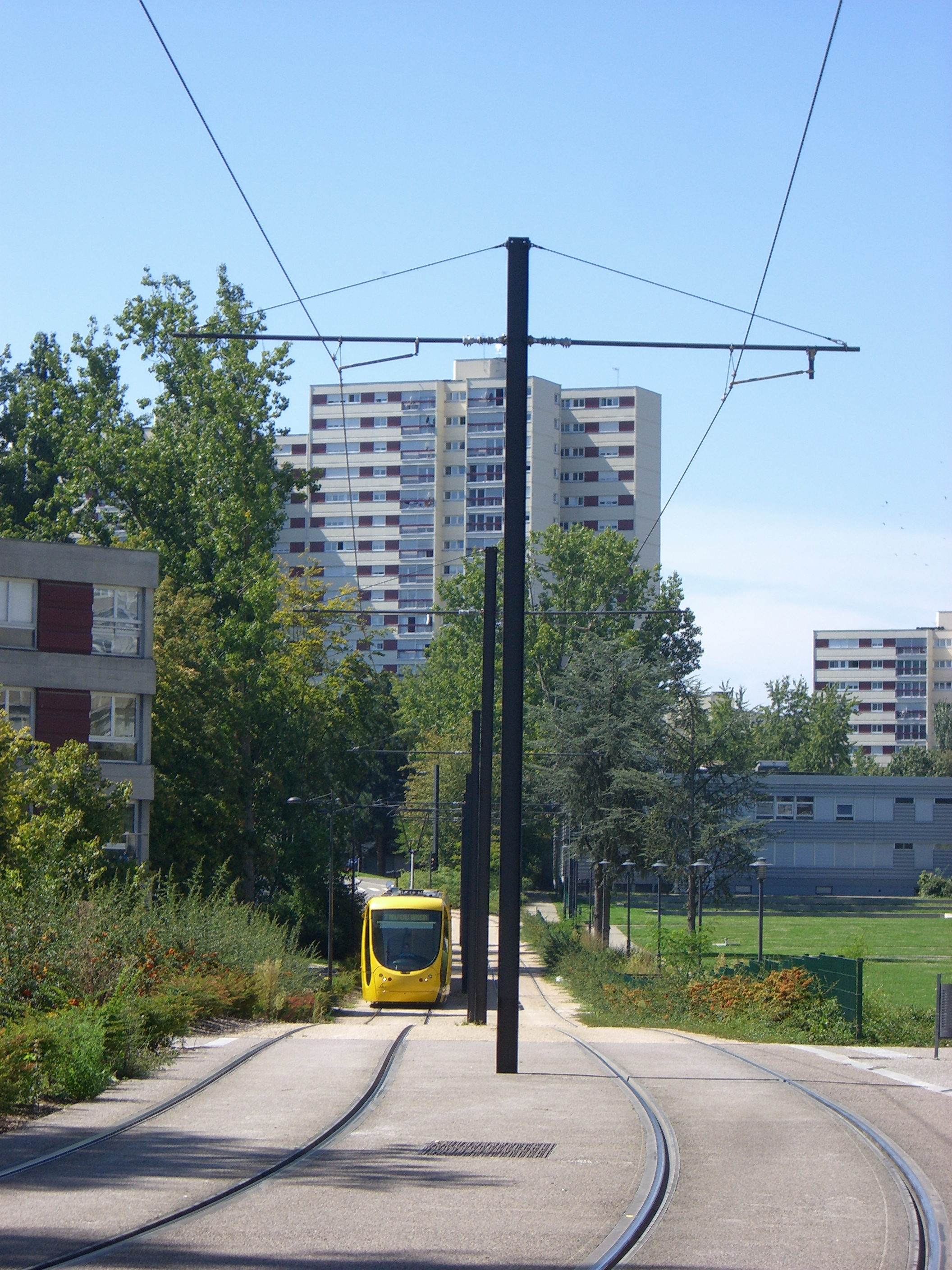
Coteaux, Mulhouse.

| no Dpt | Communes de la ZSP (Quartiers concernés) |
| ------ | --- |
| 01     | Saint-Maurice-de-Beynost (commune entière), Miribel (commune entière) |
| 06     | Nice (Les Moulins, L'Ariane), La Trinité (commune entière), Saint-André-de-la-Roche (commune entière), Drap (commune entière), Cantaron (commune entière), Falicon (commune entière)                                            |
| 13     | Marseille (12e) |
| 25     | Montbéliard (La Petite-Hollande) |
| 26     | Valence (Le Plan, Fontbarlette) |
| 27     | Vernon (Valmeux, Boutardes), Les Andelys (commune entière), Gaillon (commune entière) |
| 28     | Dreux (Oriels, Croix-Tiénac et Lièvre d'Or) |
| 30     | Nîmes (Mas de Mingue, Chemin-Bas d'Avignon) |
| 31     | Toulouse (Mirail, Les Izards) |
| 31     | Cugnaux (Vivier) |
| 33     | Bordeaux (Rive Droite) |
| 33     | Libourne (zone rurale, Libourne, Castillon, Sainte-Foy-la-Grande, Pineuilh) |
| 34     | Montpellier (Mosson, les Hauts de Massane, Pergola, Petit-Bard, Cevennes) |
| 34     | Béziers (La Devèze, Les Arènes) |
| 38     | Grenoble, Échirolles (Villeneuve, Teisseire, Mistral) |
| 42     | Saint-Étienne (Montreynaud) |
| 44     | Nantes, Saint-Herblain (Bellevue, Malakoff) |
| 52     | Saint-Dizier (Vert-Bois) |
| 54     | Nancy (Centre-ville, Plateau de Haye) , Vandœuvre-lès-Nancy (Les Nations) , Laxou (Les Provinces) |
| 59     | Roubaix (Alma, Epeule, Cul-du-Four, Fresnoy, 3 ponts, Hommelet, Nouveau Roubaix), Wattrelos (Mousserie, Laboureur, Crétinier), Tourcoing (La Bourgogne, Croix-Rouge, Pont de Neuville, Pont Rompu, Virolois, Epidème, Marlière) |
| 60     | Creil (Plateau Ouest, Plateau Est, Zac des Moulins) Montataire (Martinets) Nogent-sur-Oise (Rochers) |
| 62     | Boulogne-sur-Mer (Beaurepaire et Chemin Vert), Saint-Martin-Boulogne (Marlborough) |
| 63     | Clermont-Ferrand (Saint-Jacques, Vergnes) |
| 66     | Perpignan (Saint-Jacques, La Real, Saint-Mathieu) |
| 67     | Strasbourg (Le Neuhof, La Meinau) |
| 68     | Mulhouse (Bourtzwiller, Les Coteaux, Drouot) |
| 69     | Vaulx-en-Velin (Grappinière, Le Mas du Taureau, centre-ville, Vernay, Verchères, Thibaude) |
| 69     | Bron (Terraillon) |
| 69     | Vénissieux (Minguettes) |
| 72     | Le Mans (Les Sablons, Ronceray-Glonnieres, Bellevue) |
| 73     | Chambéry (Hauts-de-Chambéry) |
| 74     | Annemasse (Le Perrier) , Annemasse, Ambilly et Gaillard (Rue de Genève) , Gaillard (Porte de France) |
| 75     | Paris 19e (Rue de Cambrai, Place de la Bataille-de-Stalingrad et Rue Curial) |
| 76     | Rouen (Hauts de Rouen) |
| 77     | Savigny-le-Temple (Centre-ville, Droits de l'Homme) |
| 78     | Les Mureaux (Gare, Cité Renault, Bougimonts, Vigne Blanche, Les Musiciens) |
| 83     | La Seyne-sur-Mer (Berthe, Centre Ancien) |
| 84     | Le Pontet (commune entière), Sorgues (commune entière), Vedène (commune entière) |
| 84     | Avignon (La Barbière, Saint-Chamand) |
| 91     | Grigny (Grande Borne, Grigny 2) |
| 92     | Asnières (Les Hauts d'Asnières), Gennevilliers (Le Luth), Colombes |
| 93     | Aubervilliers, Pantin (Axe Villette, 4 Chemins, République) |
| 93     | Aulnay-sous-Bois (Gros Saule) |
| 93     | Sevran (Les Beaudottes, Cité Basse, Cité Haute) |
| 94     | Champigny-sur-Marne (Le Bois-l'Abbé) |
| 95     | Argenteuil (Val d'Argent) |
| 95     | Sarcelles, Garges-lès-Gonesse (Joliot Curie, Dame Blanche) |
| 95     | Fosses (commune entière), Louvres (commune entière) |
| 971    | Pointe-à-Pitre (commune entière) |
| 972    | Fort-de-France (Centre, Terres-Sainville, Sainte Thérèse, Dillon, Volga) |
| 973    | Kourou (commune entière) |

## Liste des 16 ZSP de la troisième vague

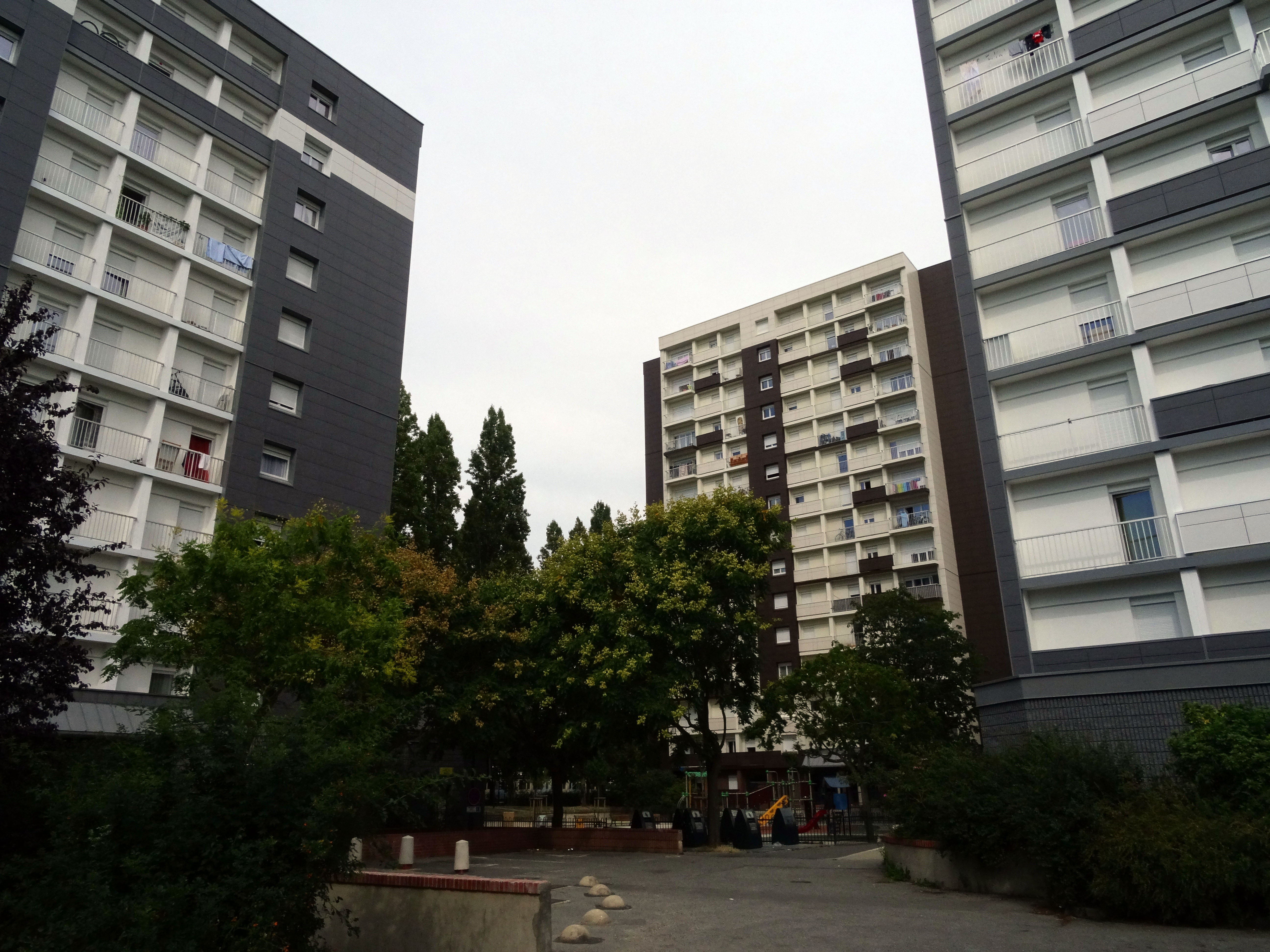
Le Blosne, Rennes.

| no Dpt | Communes de la ZSP (Quartiers concernés)            |
| ------ | --------------------------------------------------- |
| 14     | Caen (Grâce de Dieu) et Hérouville-Saint-Clair      |
| 35     | Rennes (Le Blosne)                                  |
| 38     | Villefontaine et L'Isle-d'Abeau                     |
| 45     | Orléans (Argonne)                                   |
| 51     | Reims (Croix-Rouge et Wilson)                       |
| 59     | Maubeuge (Sous-le-Bois)                             |
| 62     | Lens (La Résidence)                                 |
| 69     | Lyon (8e arrondissement)                            |
| 74     | Bonneville, Cluses et Scionzier                     |
| 75     | Paris 20ème (Quartier Saint-Blaise/Orteaux/réunion) |
| 76     | Le Havre (Mont-Gaillard et Mare Rouge)              |
| 77     | Torcy (Quartier à déterminer)                       |
| 78     | Trappes (Quartier à déterminer)                     |
| 83     | Toulon (La Beaucaire et Sainte-Musse)               |
| 95     | Gonesse (Quartier à déterminer)                     |